# Oscar Moe
Oscar Moe, född den 5 april 1846 i Holmestrand, död 1918, var en norsk teolog, far till Olaf Moe. 
Moe blev teologie kandidat 1871, pastorsadjunkt i Modum 1873, var 1880-1916 kyrkoherde i Kampens församling i Kristiania, och även föreståndare för statens lärarinnekurs  1887-90 och lärare i kateketik vid universitetets praktisk-teologiska seminarium 1897-1906. 
Moe översatte Augustinus "Civitas Dei" (1884) och författade bland annat Kort forklaring af Luthers lille katekismus (med motivering och anmärkningar, samma år), Katechismus og katechismusundervisningen fra reformationen især i Danmark og Norge (1889), Den antike stat, synagogen og kirken (1894), Der dekalog und die apostellehre im unterricht der alten kirche (1896), De 12 apostlers lære (1897), band 1 av ett stort anlagt verk om Trosregelen. Den ældste trosfremstilling og det fælles grundlag for apostolicum og nicænum. I. Orienten (1911), samt en mängd teologiska tidskriftsuppsatser, allt i ortodox anda.